# Christian Jobin
Pour les articles homonymes, voir Jobin.
Christian Jobin C.G.A. (né le 7 avril 1952) est un comptable et homme politique municipal et fédéral du Québec.
Né à Québec, Christian Jobin, père d'Alexandra Jobin, de Philippe Jobin, d'Isabelle Brassard-Jobin et de Frédéric Jobin, entama sa carrière politique en devenant conseiller de la municipalité de Saint-Étienne-de-Lauzon de 1989 à 1993 et maire de 1993 à 2001. Après la fusion de sa municipalité avec celle de Lévis, il tenta de s'y faire élire en 2001, mais fut battu par l'ex-ministre péquiste Jean Garon. Il servit également de préfet de la municipalité régionale de comté de Les Chutes-de-la-Chaudière de 1997 à 2001. En 1998, il fut candidat du Parti libéral du Québec dans la circonscription de Chutes-de-la-Chaudière, mais fut défait par la péquiste Denise Carrier-Perreault.
Élu député du Parti libéral du Canada lors d'une élection partielle déclenchée dans Lévis-et-Chutes-de-la-Chaudière à la suite de la démission du député sortant Antoine Dubé en 2003, il est défait par le bloquiste Réal Lapierre dans Lévis—Bellechasse en 2004.